# Saarland-Therme
Die Saarland-Therme (Eigenschreibweise: Saarland Therme) ist ein Thermalbad im saarländischen Kleinblittersdorf.

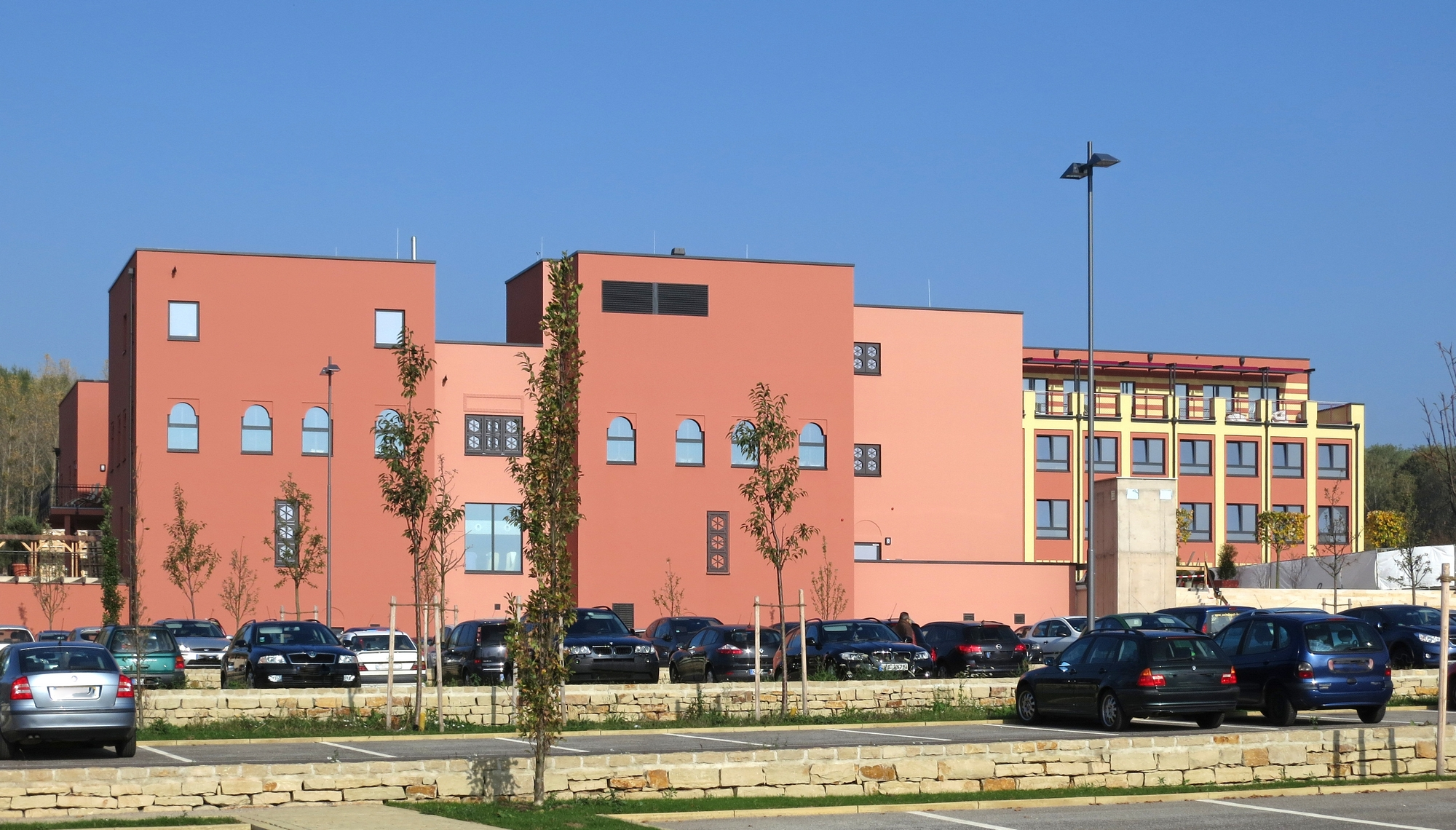
Die Saarland-Therme in Rilchingen-Hanweiler

## Lage
Die Therme liegt am nördlichen Rand des Ortsteils Rilchingen-Hanweiler. Sie ist Teil eines Gesundheitsparks zu dem außerdem ein „Vitalcenter“ gehört. In den nächsten Jahren soll außerdem ein Hotel entstehen.

## Beschreibung
Der zweistöckige Gebäudekomplex mit maurisch-andalusisch inspirierter Architektur bietet neben einem Thermalbad mit Außenbecken eine Saunalandschaft und ein Spa. Gesellschafter der Projektgesellschaft Thermalbad Rilchingen mbH sind die Gemeinde Kleinblittersdorf, der Regionalverband Saargemünd, die Landesentwicklungsgesellschaft Saarland und der Regionalverband Saarbrücken. Gebaut und betrieben wird die Saarland-Therme von der Saarland Thermen GmbH & Co. KG. Das Thermalbad hat eine Grundfläche von 5000 Quadratmetern. Das Wasser ist 21,3 Grad warm und stammt aus 750 Metern Tiefe. Es ist reich an Magnesium und Calcium und besitzt geringe Mengen von Natrium und Kalium sowie geringe Spuren von Lithium, Barium und Strontium. Die Schüttung der Quelle beträgt etwa 3,3 l/s.

## Geschichte
Rilchingen besaß eine salzhaltige Quelle, die sich auf den Ländereien der Familie von der Leyen befand. Ende des 18. Jahrhunderts ließ die Familie eine Saline mit Gradierwerk und Sudpfannen bauen, die pro Jahr rund 3000 Zentner Salz förderte. 1841 wurde das Salzwasser dann für medizinische Zwecke genutzt. Es entstand ein Kurhotel mit Badehäusern und einem Kurpark. 1872 wurde ein neues Kurgebäude errichtet. 1917 kaufte der Orden der barmherzigen Brüder das Bad für 100.500 Mark und errichtete eine Kindererholungsstätte und machte die Solequelle der Allgemeinheit zugänglich. 1929 wurde das Kurgebäude wesentlich erweitert.  In den 1950er Jahren kamen vor allem Bergleute nach Rilchingen, um hier zu kuren.  Bei Bohrungen in den 1990er Jahren wurde neben der Solequelle auch warmes Thermalwasser entdeckt. Mitte der 2000er Jahre wurde beschlossen, ein Thermalbad zu bauen.
Die Therme eröffnete am 2. September 2012 nach zweijähriger Bauzeit. Architekt der Therme ist Rolf Böker von dem Architektenbüro Geising & Böker. Die Investitionskosten für die Therme betrugen rund 14 Mio. Euro, die Gesamtkosten für den Gesundheitspark belaufen sich auf etwa 24 Mio. Euro. Neben der Saarland-Therme wurde im Februar 2013 ein „Vitalcenter“ mit Ärzten, Physiotherapeuten, Kosmetikstudios und einem Fitnessstudio eröffnet.